# Ubinas
Ubinas es un estratovolcán situado en el distrito de Ubinas, provincia de General Sánchez Cerro, departamento de Moquegua, al sur del Perú. Culmina a 5670 m s. n. m. y cubre una superficie de 45 km².
Es el volcán más activo del Perú, el cual es vigilado por el Comité de Monitoreo Permanente del volcán Ubinas conformado por el Observatorio Vulcanológico del INGEMMET (OVI) y el Observatorio Vulcanológico del Sur (OVS) del Instituto Geofísico del Perú (IGP) las 24 horas del día. El monitoreo consiste en el registro de eventos sismovolcánicos, filmación y monitoreo de plumas fumarólicas, registro de actividad geoquímica y registro de la deformación de los volcanes ante una mayor actividad, alertas de caída de ceniza y/o explosión y pronósticos de dispersión de ceniza.
Según el Instituto Geofísico del Perú (IGP), 25 episodios de gran actividad, tanto fumarólica y de emisiones de cenizas, han sido registrados desde el siglo XVI, por lo que es considerado el volcán más activo del Perú.
Por su parte el Instituto Geológico Minero y Metalúrgico  elaboró el mapa de peligros del volcán Ubinas Archivado el 27 de junio de 2016 en Wayback Machine. sobre las zonas que serían afectadas con la actividad eruptiva del volcán moqueguano; en distintos escenarios, ante la emisión de diferentes productos volcánicos y diferentes índices de explosividad (IEV). Por otro lado la entidad geocientífica más adelante incorporó otros métodos de monitoreo o vigilancia volcánica, además del sismovolcánico, los cuales son Monitoreo Geoquímico (análisis de fuentes termales y gases del volcán), Monitoreo Geodésico (descripción de la deformación milimétrica del volcán mediante GPS de alta precisión).
En Perú hay más de 400 volcanes, de los cuales el Ubinas y el Sabancaya, en la región de Arequipa, están en proceso eruptivo, mientras que otros cinco están activos, entre ellos el Misti, Huaynaputina, Ticsani, Yucamane y Tutupaca.

## Descripción
Ubinas se encuentra en el suroeste de Perú. Las laderas superiores del volcán, están compuestas principalmente por los flujos de lava andesíticos del Pleistoceno que tienen una inclinación de cerca de 45 grados. La caldera de la cumbre tiene paredes empinadas de 150 m de alto y un radio de a 1,4 km de ancho, contiene un cono de ceniza con unos 500 m de ancho, mientras que la chimenea de ventilación en forma de embudo se encuentra a 200 m de profundidad. Depósitos de escombros y avalanchas del colapso del flanco SE de Ubinas se extienden a 19 km del volcán.
El volcán es un cono compuesto construido en una meseta formada a partir del Oligoceno - Mioceno (Neógeno) ginebritas y rocas intrusivas. Ubinas se compone de dos estructuras geológicas que dividen a dos períodos principales de su comportamiento eruptivo. El primero es el volcán más bajo de 600 m de altura llamado Ubinas 1 (período eruptivo > 376 ka), que colapsó y formó un depósito de escombros de avalancha en la medida de hasta 12 km aguas abajo de Río Ubinas. Este colapso fue seguido por una erupción de ginebritas no soldadas, que formaron un encharcamiento de un espesor de 150 m por 5 km de diámetro en la cima, que fue cubierta por un grueso depósito de ceniza/pómez de 100 m de espesor . Ubinas 1 está cubierto por un cono empinado más de 900 m de altura llamado Ubinas 2 (período eruptivo < 376 ka ). Ubinas 2 formó la caldera de la cumbre, con paredes de hasta 300 m de altura, que consta de los flujos de lava de alteración hidrotermal. Esta morfología fue creada por frecuentes erupciones en el Holoceno tardío del cráter interno más joven. El cráter interior es de menos de 200 m de altura y muestra alteración hidrotermal penetrante y fracturas abundantes. Eventos explosivos incontables han tenido lugar dentro de la caldera de la cumbre durante la última 9.7 ky, y se ha sugerido por Thouret que la caldera se considera gravitacionalmente inestable .

## Actividad volcánica reciente

### 2006

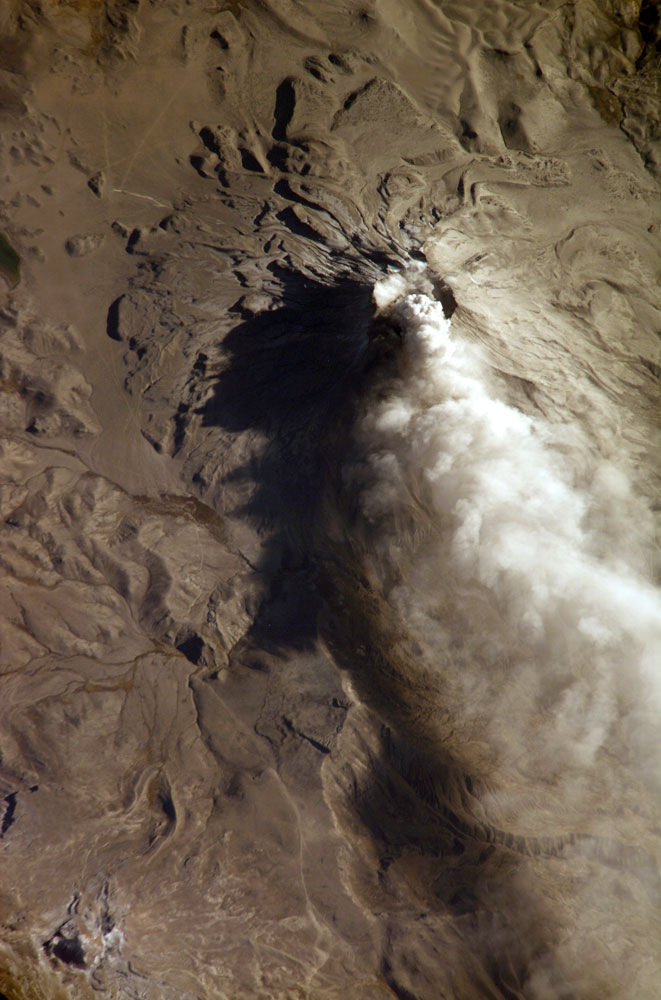
Nube de cenizas vistas desde la EEI.

Desde el 27 de marzo de 2006, su actividad aumentó fuertemente (explosiones, eyección de bombas y de cenizas), con emisiones de gases tóxicos que provocaron pérdidas de cabezas de ganado (bovinos, llamas y alpacas) y necesidad medidas preventivas de evacuación de los habitantes de la localidad de Querapi (300 habitantes).
El 10 de mayo, mientras que la actividad se había detenido por dos 2 semanas, se produjeron nuevamente dos explosiones. La primera proyectó cenizas hasta 1 200 metros de altitud. La segunda proyectó bombas hasta 1 km (contra 500 metros en el momento de las explosiones precedentes). Las localidades de Ubinas, Tonohaya, Sacohaya y Anascapa, donde se refugiaron los habitantes de Querapi, estuvieron dos días y una noche con lluvia de cenizas.
Entre el 31 de mayo y 3 de junio, las nuevas explosiones justificaron el paso a la alerta naranja. Las bombas fueron expulsados a 200 metros, el penacho alcanzó 4 km de altura y las cenizas se dispersaron en las direcciones de este a sureste y hacia las localidades del distrito de Ubinas. La composición química de la fuente termal situada a 6 km al sudeste del volcán puso en evidencia una subida de gases magmáticos, por la alta la concentración en iones carbonatados. Con estos indicadores, se procedió a la evacuación completa de las poblaciones y del ganado del distrito hacia las pampas de Candagua en el distrito de Matalaque a 50 km del volcán.
El 19 de julio se produjo una de las explosiones más fuertes censadas desde el 27 de marzo. La nube de cenizas alcanzó 800 metros de altitud y el viento lo desplazó sobre el distrito de San Juan de Tarucani luego hasta la gran ciudad de Arequipa. Luego de esta explosión el volcán conoció un renadío de actividad (sucesión de explosiones, sismos importantes y de larga duración, emisiones más macizas de gas y crecimiento del área de dispersión de las cenizas), para permanecer sin actividad hasta 2014.

### 2014
El 10 de abril de 2014, se registraron sismos continuos durante dos días hasta que los gases y la columna de humo se levantaban nuevamente, la actividad sísmica continuó interrumpidamente hasta el 2 de mayo, cuando se registró la explosión más fuerte (incluso que la del 2006) que arrojó bombas de hasta 1,5 m de diámetro en un radio de 2 km a la redonda, se estima que la pluma de ceniza alcanzó los 8.000 a 10.000 m de altitud, por lo que el distrito fue puesto en alerta naranja para la evacuación de al menos 10 poblados.
Debido al incremento de la actividad de este volcán, el 16 de marzo se creó el Observatorio Vulcanológico del Ingemmet Archivado el 4 de julio de 2020 en Wayback Machine.(OVI), el mismo que formalmente inicia con el monitoreo del volcán Ubinas utilizando 4 métodos de monitoreo o vigilancia volcánica: Sísmico (movimientos, en el interior del volcán), Visual - Térmico (características de emisiones fumarólicas, fenómenos asociados y la temperatura del volcán), Geoquímico (composición de aguas y gases) y Geodésico (deformación física del volcán).

### 2015
El año 2015 la actividad eruptiva del volcán de Moquegua continuó. La acumulación de cenizas de las emisiones y explosiones del volcán, más las lluvias de la temporada, ocasionaron el 31 de enero, a las 18:40 Hrs, un lahar (huayco con material volcánico y barro) el que descendió por la quebrada Volcánmayo, este lahar causó daños a la carretera que une los poblados de Querapi y Ubinas.

### 2019
El año 2019, el volcán ha tenido una nueva etapa de actividad desde el mes de junio lo que ha provocado la evacuación de los alrededores del volcán  y ha afectado incluso a países cercanos.

## Semáforo de Alerta Volcánica
Para proteger la integridad de la población, el Instituto Geológico Minero Metalúrgico del Perú INGEMMET elaboró el semáforo de alerta volcánica, basado en estándares internacionales de vulcanología y gestión de riesgo, el mismo que sirve para indicar el nivel de actividad que presentan los volcanes activos peruanos, y a la vez, recuerda lo que deben hacer (en cada caso según el color; verde, amarillo, naranja y rojo) las poblaciones cercanas.
Alerta Verde: Es el estado de más tranquilidad del volcán, se notan emisiones muy tenues de fumarolas y actividad leve sismo-volcánica. Este es el mejor momento para que las autoridades y población puedan informarse oportunamente y elaborar planes de contingencia (de respuesta y evacuación) ante un incremento de la actividad. Caso de los volcanes Coropuna, Misti, Huaynaputina, Ticsani, Tutupaca y Yucamane.
Alerta Amarilla: La actividad volcánica es mayor, se presentan rocas y explosiones pequeñas, puede haber caída leve de ceniza en la población cercana. Mantenerse alerta ante un mayor incremento de la actividad, proteger las reservas de agua depósitos, prepararse para una posible evacuación, tener a la mano material como linternas, radios, llaves, vehículos a disposición y documentos de identidad. Caso actual de los volcanes Ubinas (2016) y Sabancaya.
Alerta Naranja: Las columnas eruptivas del volcán sobrepasan los mil metros, presencia de proyectiles balísticos (rocas de mayor tamaño y velocidad) y mayor ceniza, interrupción del tráfico aéreo. Ejecutar el plan de contingencia, mantener la calma y evacuar (y llevar sólo lo indispensable) si así lo determinan las autoridades de defensa civil. El volcán Ubinas se encontraba en este nivel de alerta hasta Las primeras semanas de septiembre del 2023.
Alerta Roja: Hay un peligro inminente de gran erupción, las columnas eruptivas sobre pasan los 3 mil metros de altura, la gran cantidad de ceniza provocan colapsos de techos, la presencia de flujos piroclásticos (material más peligros del volcán) pueden alcanzar a más de 5 km. Es necesario evacuar totalmente a la población en un radio de 20 km, al reubicarse registrarse y ubicarse según indicaciones de las brigadas de defensa civil, esperar indicaciones de autoridades. En los últimos años no se presentaron casos de volcanes de este tipo en el Perú.